# 水沢あきと
水沢 あきと（みずさわ あきと）は日本の小説家・ライトノベル作家。
2005年、『風の砂漠、風の塔』にて第6回電撃hp短編小説賞銀賞を受賞。IT企業勤務を経て、都内の大学研究所の非常勤研究員のかたわら執筆活動を行う。

## 主な作品

### 小説
- 不思議系上司の攻略法（イラスト：双、メディアワークス文庫、アスキー・メディアワークス）
- 彼女と僕の伝奇的学問（イラスト：双、メディアワークス文庫、アスキー・メディアワークス）
- アイドルとマーケティングの4P（イラスト：浜弓場双、メディアワークス文庫、アスキー・メディアワークス）
- りんぐ&りんく!（イラスト：木場智士、電撃文庫、アスキー・メディアワークス）
- やくしょのふたり（イラスト：人米、メディアワークス文庫、アスキー・メディアワークス）
- 天然石ねこまち堂は坂の上（イラスト：草壁、メディアワークス文庫、アスキー・メディアワークス）
- あやかし会社の社長にされそう。（イラスト：Gれ、メディアワークス文庫、アスキー・メディアワークス）
- 下町ツバメの雛たちへ ワケあり女子、立ち退き屋になる（イラスト：はしゃ、メディアワークス文庫、KADOKAWA）
- CEO生駒永久の「検索してはいけない」ネット怪異譚 〜IT社長はデータで怪異の謎を解く〜（イラスト：およ、メディアワークス文庫、KADOKAWA）
- 天使のスタートアップ（イラスト：巻羊、星海社FICTIONS、星海社）
- 転生したSEは、異世界にインターネットを創造する（イラスト：荒川眞生、星海社FICTIONS、星海社）
- 僕とAIドクター・深見マナの謎解きカルテ　研修医と眼科AIの診療日記（イラスト：のう、星海社FICTIONS、星海社）
- 取締役は神絵師（イラスト：笹森トモエ、LINE文庫、LINE）
- かつてゲームクリエイターを目指してた俺、会社を辞めてギャルJKの社畜になる。（イラスト：トモゼロ、電撃文庫、KADOKAWA）

### ASMRシナリオ
出典：
- 「メイドと洋館」シリーズ（心づくし音屋、株式会社ポストワールド）
  - メイドと雪の洋館（声：石見舞菜香）
  - メイドと海辺の洋館（声：若山詩音）
  - メイドと桜の洋館（声：会沢紗弥）
  - メイドと紅葉と本の洋館（声：大地葉）
- 「巫女と四季」シリーズ（心づくし音屋、株式会社ポストワールド）
  - 離島の妹巫女と白猫（声：日高里菜）
  - 夏山の幼なじみ巫女と三毛猫（声：立花日菜）